# The Final Sign of Evil
The Final Sign of Evil — двенадцатый студийный альбом немецкой трэш-метал группы Sodom, вышедший 28 сентября 2007 году на лейбле SPV. Альбом включает в себя перезаписанные песни из дебютного мини-альбома группы In the Sign of Evil, а также семь песен, изначально написанных для него, но не вошедших в итоговый вариант из-за неспособности лейбла оплатить студийное время. В результате In the Sign of Evil был выпущен как мини-альбом, а не как полноценный альбом.

## Список композиций
Вся музыка написана Кристианом «Witchhunter» Дудеком, Йозефом «Grave Violator» Домиником и Томасом Зухом.
| №                   | Название                 | Длительность |
| ------------------- | ------------------------ | ------------ |
| 1.                  | «The Sin of Sodom»       | 5:41         |
| 2.                  | «Blasphemer»             | 3:20         |
| 3.                  | «Bloody Corpse»          | 3:56         |
| 4.                  | «Witching Metal»         | 3:38         |
| 5.                  | «Sons of Hell»           | 4:22         |
| 6.                  | «Burst Command 'til War» | 2:29         |
| 7.                  | «Where Angels Die»       | 4:47         |
| 8.                  | «Sepulchral Voice»       | 4:36         |
| 9.                  | «Hatred of the Gods»     | 3:14         |
| 10.                 | «Ashes to Ashes»         | 4:22         |
| 11.                 | «Outbreak of Evil»       | 5:26         |
| 12.                 | «Defloration»            | 3:52         |
| Общая длительность: | Общая длительность:      | 49:43        |

## Участники записи
- Томас Зух — вокал, бас-гитара
- Йозеф «Grave Violator» Доминик — гитара
- Кристиан «Witchhunter» Дудек — ударные